# Músculo elevador del ángulo de la boca
El músculo elevador del ángulo de la boca (musculus levator anguli oris) es un músculo de la cara, en la fosa canina del maxilar superior; pequeño de forma cuadrilátera.
Está situado en la fosa canina, desde donde se extiende a la comisura de los labios.
Se inserta por arriba, en la fosa canina debajo de agujero infraorbitario; por debajo, en la piel y mucosa de las comisuras labiales.
Su cara superficial se relaciona con el elevador propio del labio superior, con los nervios y vasos suborbitarios y con la piel; su cara profunda cubre parte del maxilar superior.
Lo inerva el nervio facial.
Levanta y dirige hacia dentro la comisura de los labios.
- Datos: Q913958
- Multimedia: Levator anguli oris muscles / Q913958